# Les O'Connell
Leslie James O'Connell, detto Les (Timaru, 23 maggio 1958), è un ex canottiere neozelandese.

## Palmarès

### Olimpiadi
- 1 medaglia:
  - 1 oro (Los Angeles 1984 nel quattro senza)

### Mondiali
- 2 medaglie:
  - 2 ori (Rotsee 1982 nell'otto; Duisburg 1983 nel quattro con)